# Sint-Annakerk (Warschau)
De Sint-Annakerk (Pools: Kościół św. Anny) is een kerk gelegen in de Poolse hoofdstad Warschau en gelegen aan de Krakowskie Przedmieście. De kerk heeft een neoclassicistische façade. De kerk ligt aan het begin van de Koninklijke route. vanuit de Centrum van Warschau gezien. Aan de andere kant van de Koninklijke route bij het Wilanówpaleis in de warschause wijk Wilanów ligt een kerk met dezelfde naam de Sint-Annakerk (Wilanów). Beide vormen het begin en einde van de Koninklijke route van Warschau.

## Geschiedenis

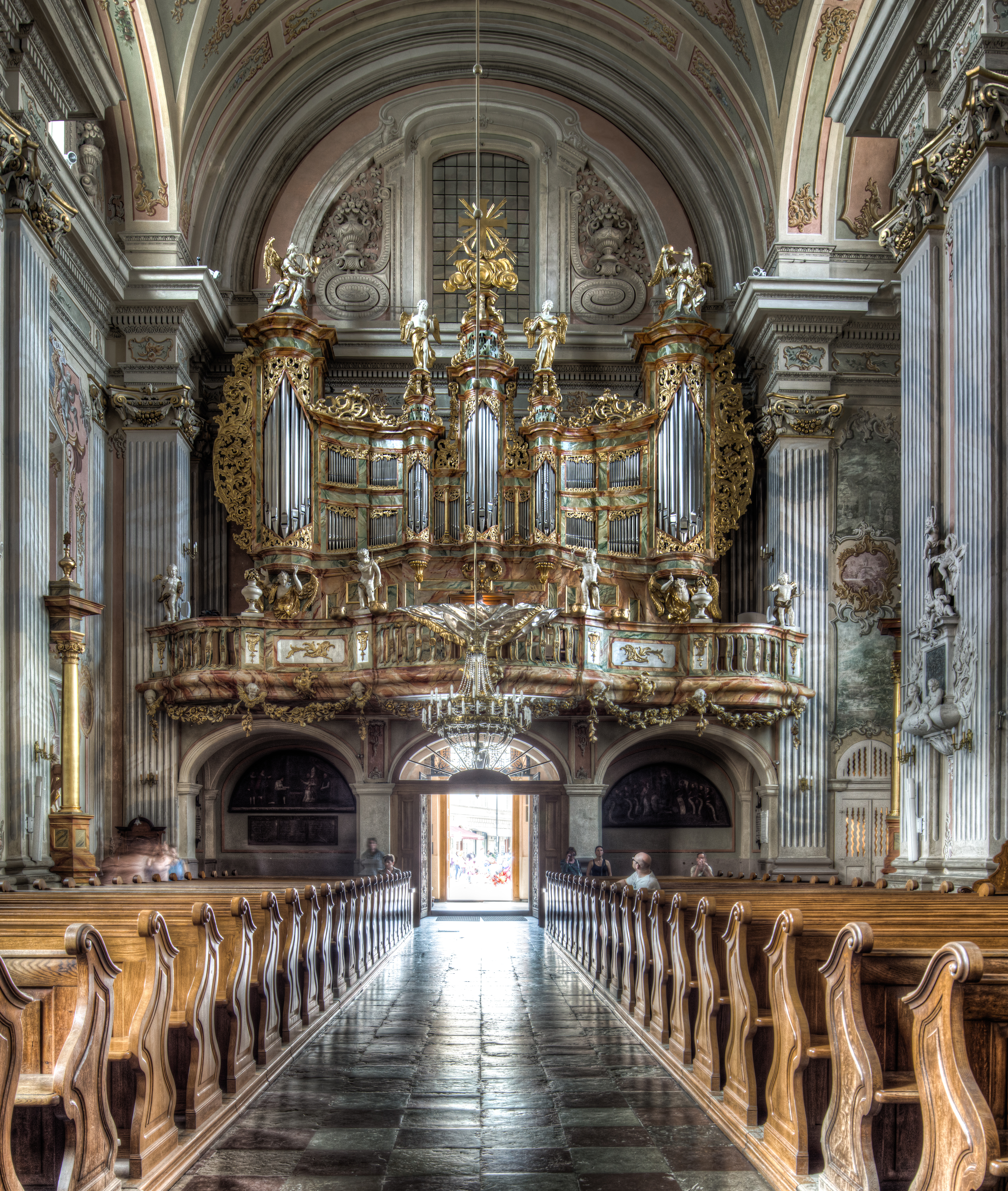
Orgel

In 1454 werd de kerk met een klooster voor de franciscaanse monniken gesticht door de hertogin van Mazovië en de Roetheense prinses Anna Holszańska. Het plein voor de kerk was de plek van plechtige huldebetuigingen door de heersers van Pruisen aan de Poolse koningen (de eerste was in 1578 en de laatste was in 1621). In 1582 werd er een toren aan de kerk gebouwd. Later werd het omsloten door een rampart en bij de stadsfortificaties getrokken.
De Annakerk werd verscheidende keren in 1603, 1634, 1636 en in 1667 (het was zwaar beschadigd en geplunderd tijdens de belegering van Warschau door Zweedse en Duitse troepen in 1650) gereconstrueerd. Tussen 1740 en 1760 werd de façade gereconstrueerd in rococo-stijl versierd volgens de plannen van Jakub Fontana. De muren en halfronde kruisplafonds van de kerk die verdeeld waren in nissen werden in die tijd versierd met illusionistische schilderijen die het leven van de Annakerk afbeelden. De kapel van Saint Ładysław werd ook in die stijl versierd. Alle schilderijen waren van de hand van monnik Walenty Żebrowski.
De Annakerk werd voor de laatste keer gereconstrueerd tussen 1786 en 1788 in opdracht van koning Stanislaus August Poniatowski. In 1786 werden vier evangelistenbeelden van Jacopo Monaldi geplaatst. Tijdens de Opstand van Warschau in 1794, die als deel werd beschouwd van de nationale Opstand van Kościuszko in 1794, werd bisschop Józef Kossakowski, die als verrader van de natie werd beschouwd, voor de kerk geëxecuteerd (opgehangen onder groot applaus van de inwoners van Warschau). In 1832 werd er een kapel gebouwd door Marconi, die nu gewijd is aan de moord van Jozef Stalin op 20.000 Poolse officieren in de Tweede Wereldoorlog bij Katyn. De kerk was licht beschadigd tijdens het Duitse bombardement op Warschau in 1939 (alleen het dak en de torentjes werden verwoest door brand en gereconstrueerd door architect Beata Trylińska). Het dak werd later tijdens de Opstand van Warschau in 1944 door de Duitse Wehrmacht verwoest. De kerk werd tussen 1946 en 1962 herbouwd.